# Heinrich Bartmann

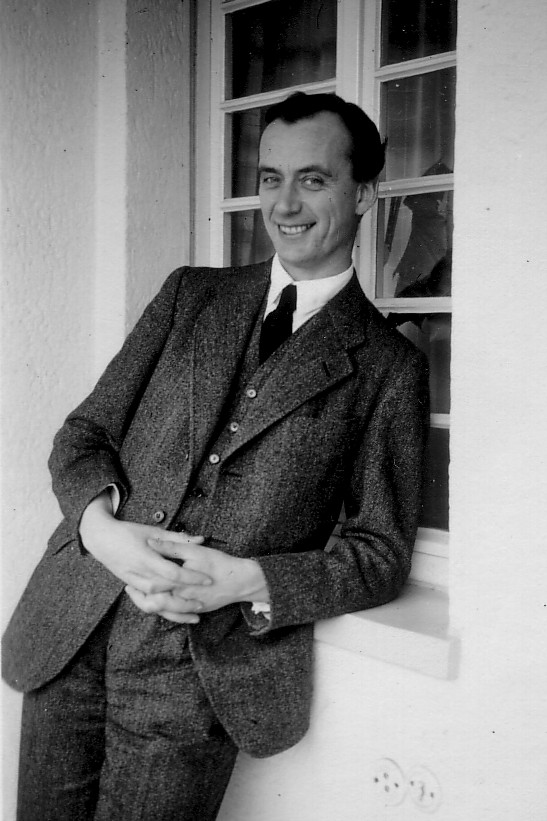
Heinrich Bartmann, 1936

Heinrich Bartmann (* 6. September 1898 in Köln; † 11. Mai 1982 in Baden-Baden; vollständiger Name: Heinrich Paul Franz Maria Bartmann) war ein einflussreicher deutscher Architekt, Stadtplaner und Hochschullehrer. Einige seiner Bauten stehen inzwischen unter Denkmalschutz.

## Leben

### Familie, Jugend und Studium
Heinrich Bartmann wuchs in Münster und ab 1911 in Wegberg als jüngstes Kind von sieben Geschwistern auf. Seine Eltern waren der Kaufmann und Textilfabrikant Bernard Bartmann und Franziska Bartmann, geb. Wattendorff, Tochter des Textilfabrikanten Joseph Wattendorff. 1916 machte er Kriegsabitur und leistete zweijährigen Frontdienst in Russland und Frankreich. Während der Zeit plante er zunächst ein Architekturstudium an der bekannten Architekturfakultät der Technischen Hochschule Stuttgart. Auf Wunsch der Eltern begann er 1918 jedoch zunächst ein Maschinenbaustudium an der Technischen Hochschule Aachen, wechselte jedoch nach einigen Monaten an die dortige Architekturabteilung. 1921 belegte er an der Technischen Hochschule München Übungen bei Theodor Fischer, dessen „Fünf Vorträge über den Städtebau“ ihn schon früh beeindruckt hatten, und hörte Kunstgeschichte an der Universität München bei Heinrich Wölfflin. 1922 bestand er die Diplom-Hauptprüfung an der Technischen Hochschule Aachen.

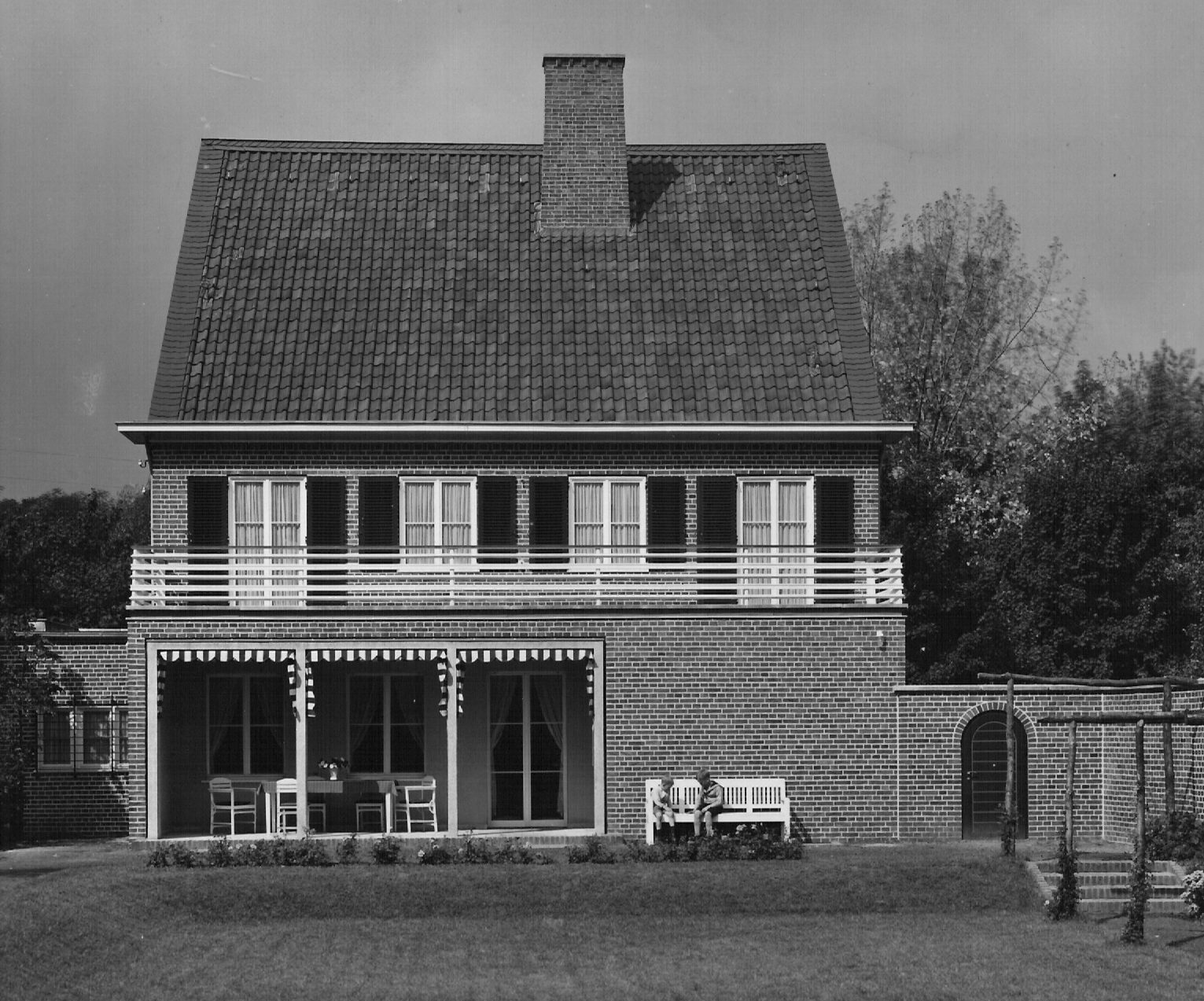
Haus J. Bartmann Neuss 1927

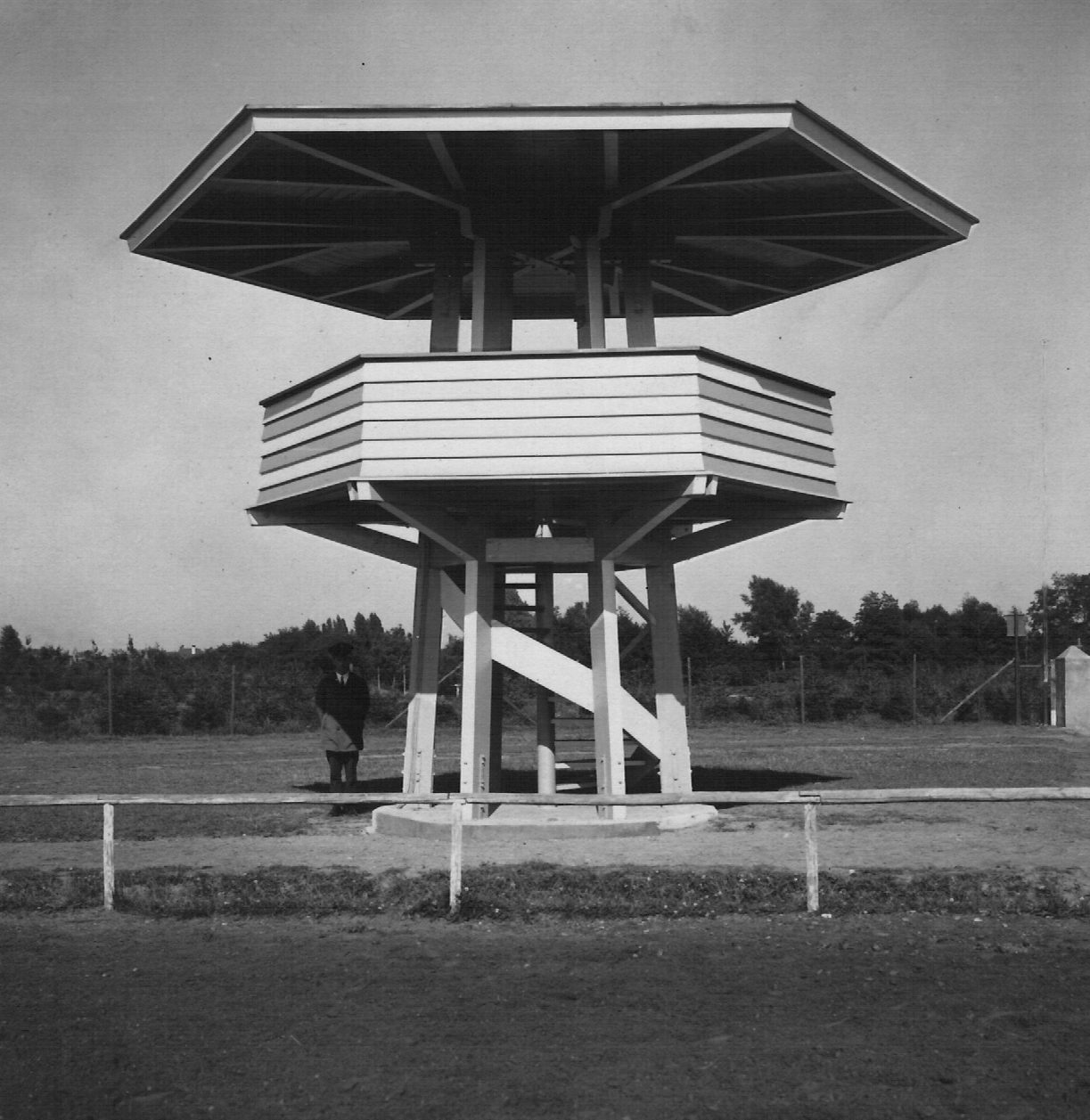
Zielrichterstand Köln 1928

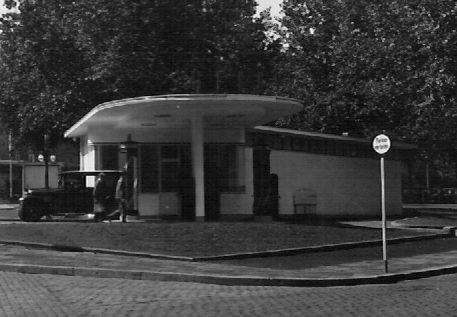
Tankstelle Bahnhofsplatz Aachen 1929

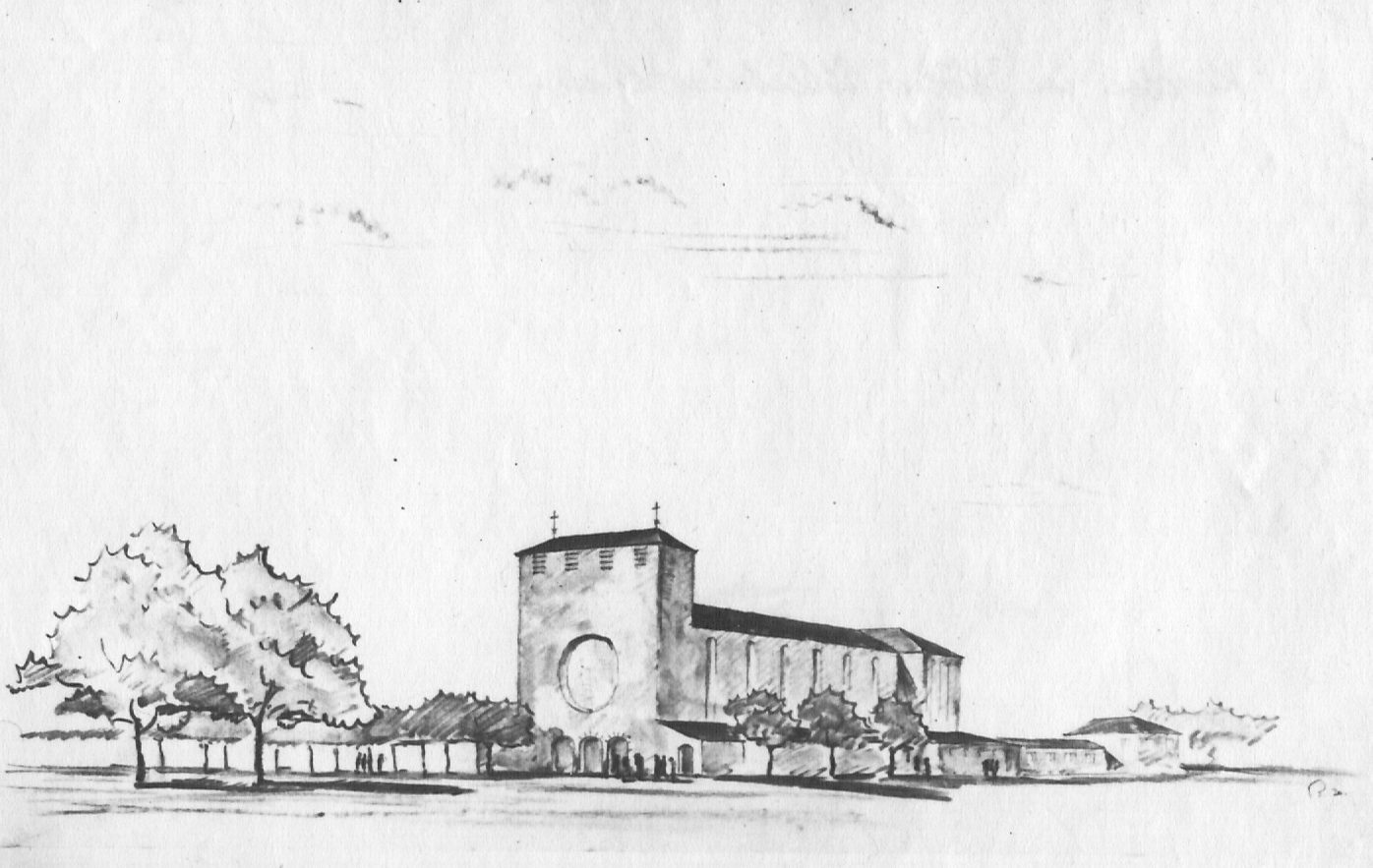
Wettbewerbsentwurf Heilig-Kreuz-Kirche Köln-Weidenpesch 1930

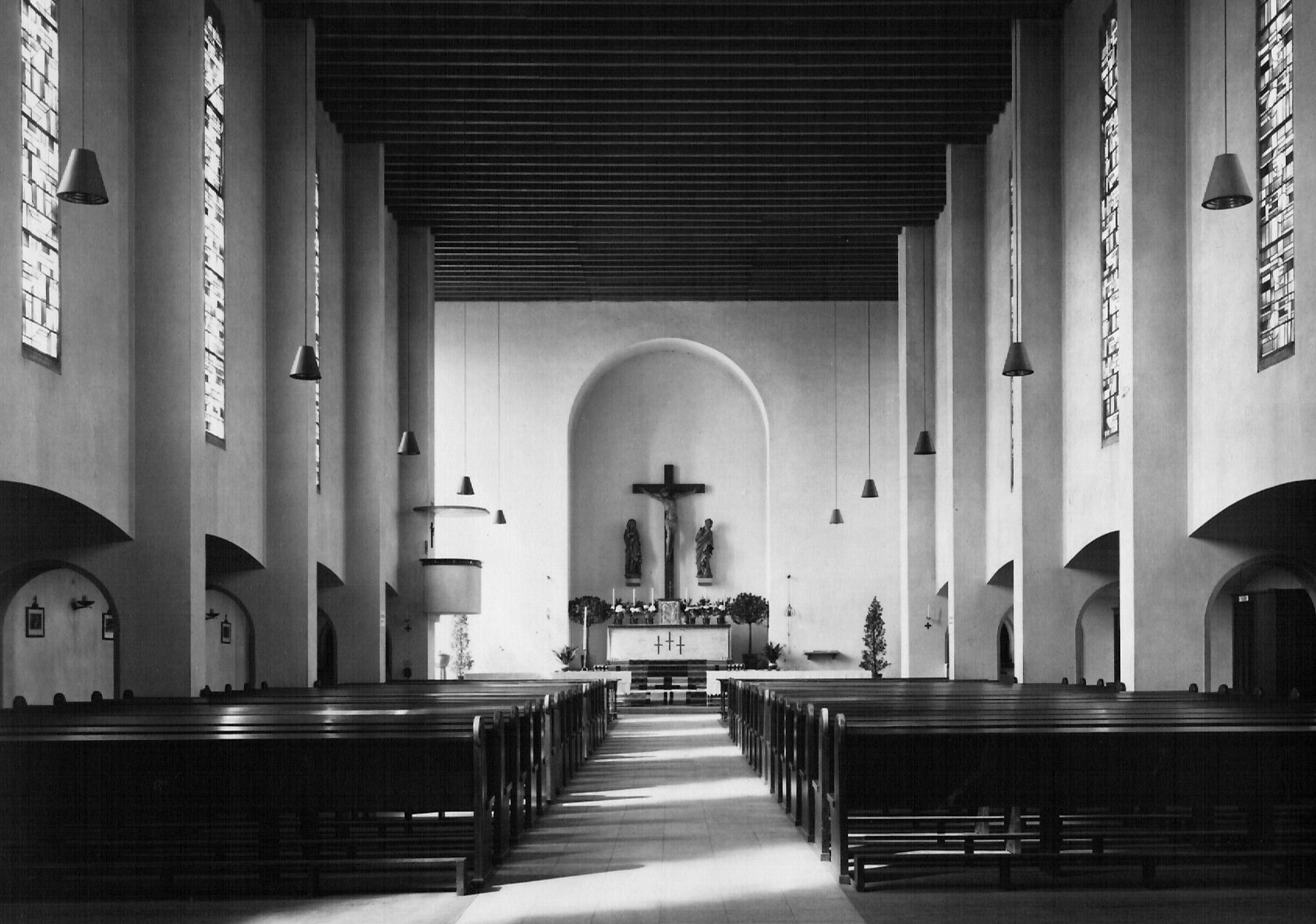
Heilig-Kreuz-Kirche Köln-Weidenpesch 1932

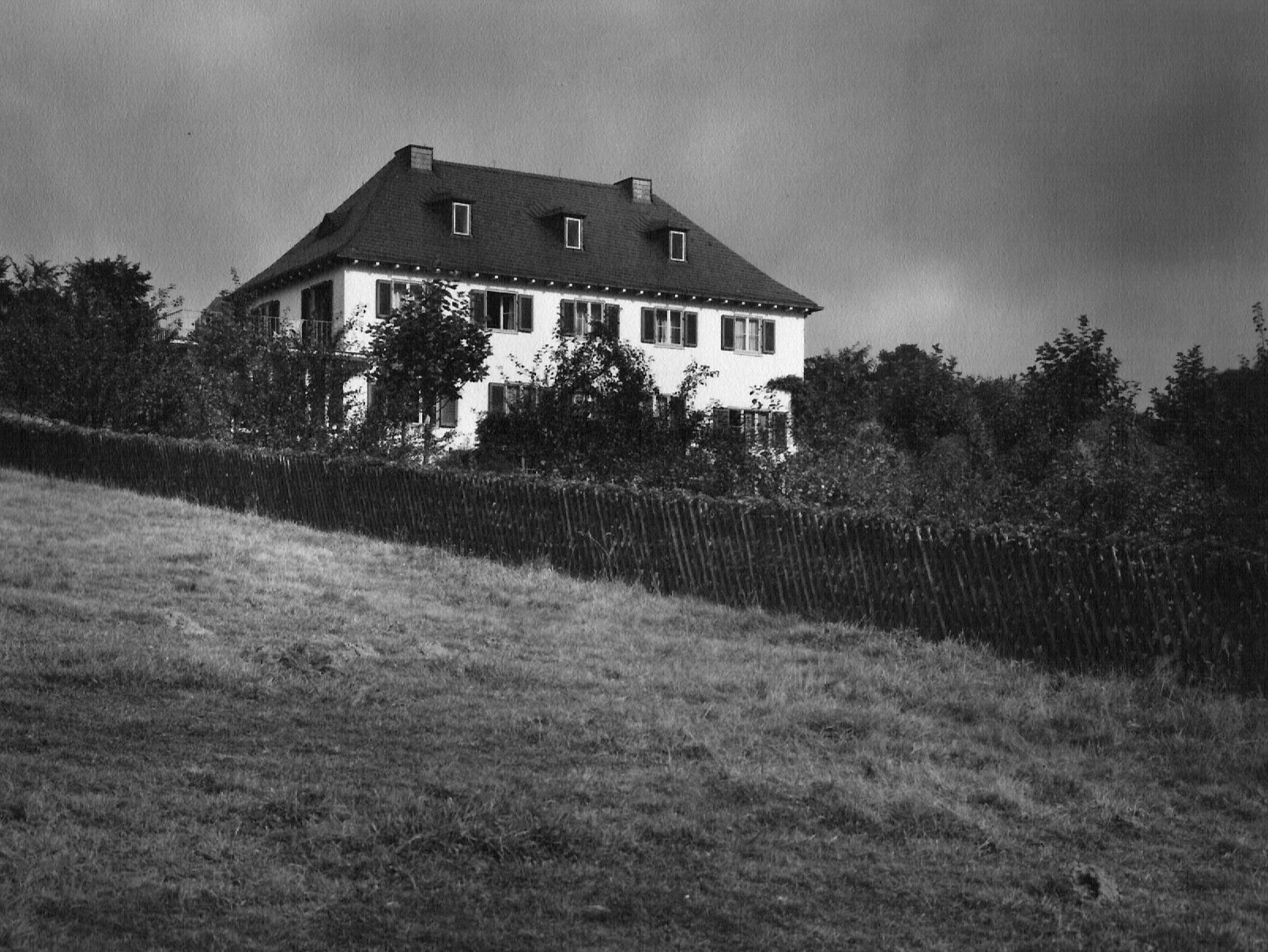
Haus H.Bartmann, Wittbräuke 1930

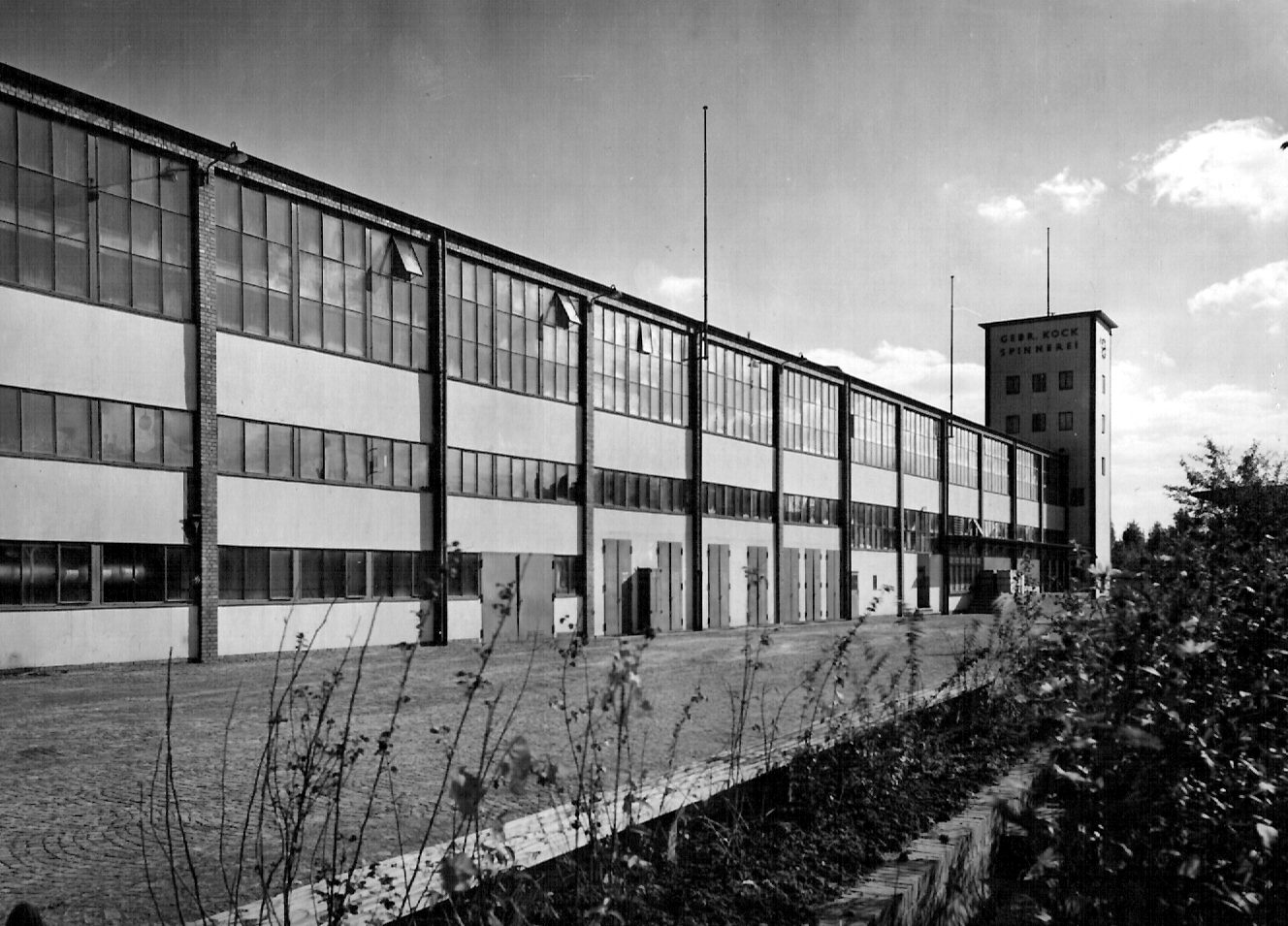
Spinnerei Gebr. Kock, Borghorst 1934

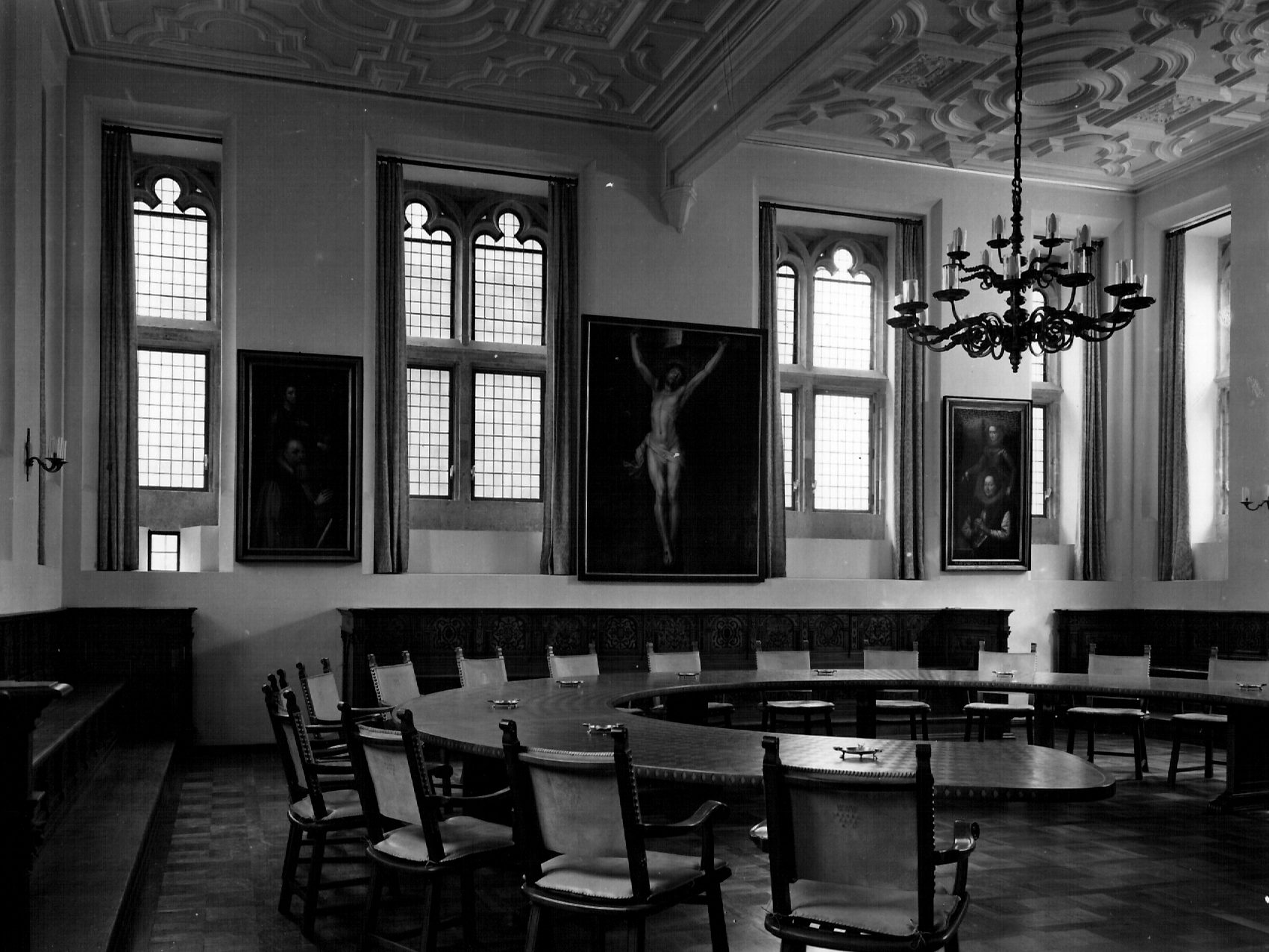
Sanierung Rathaus Köln, Senatssaal 1938

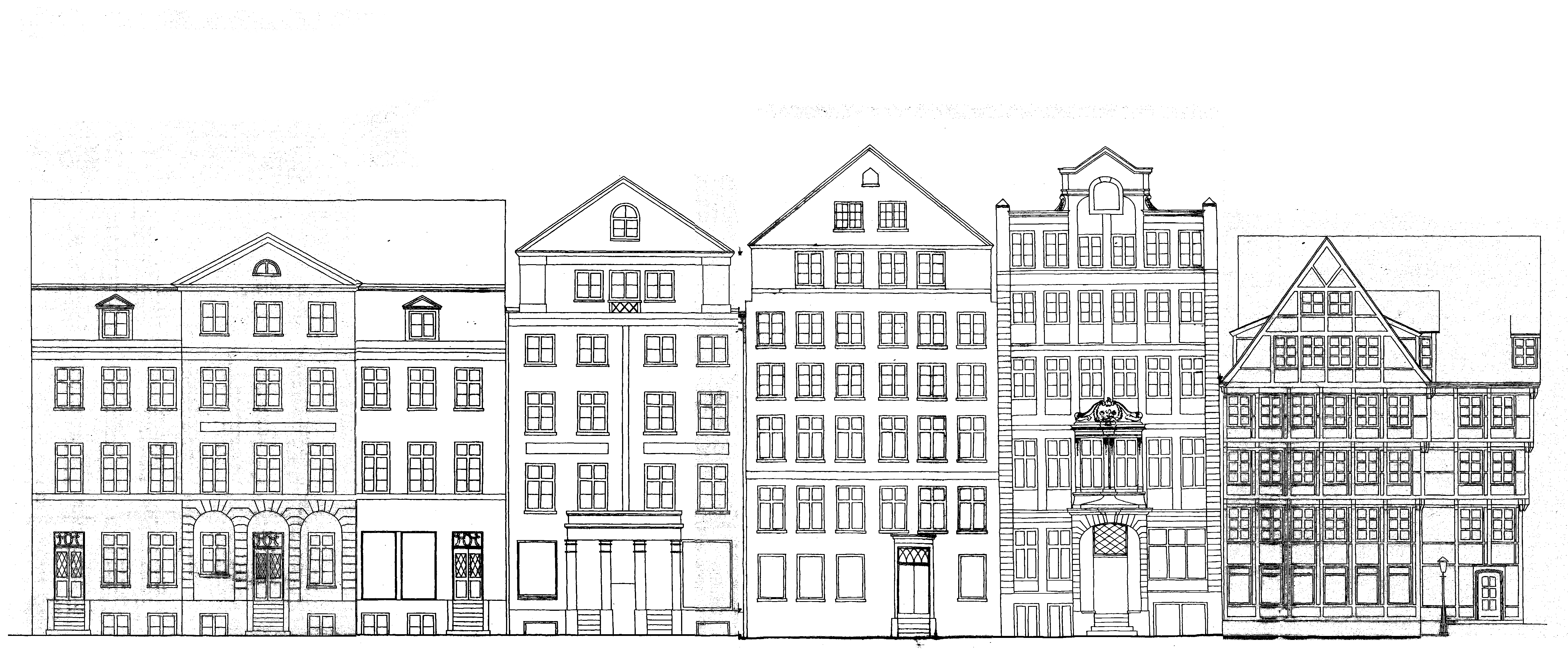
Wiederaufbau der kriegszerstörten Häuser Vorsetzen 2–3 und 4, Hamburg 1942

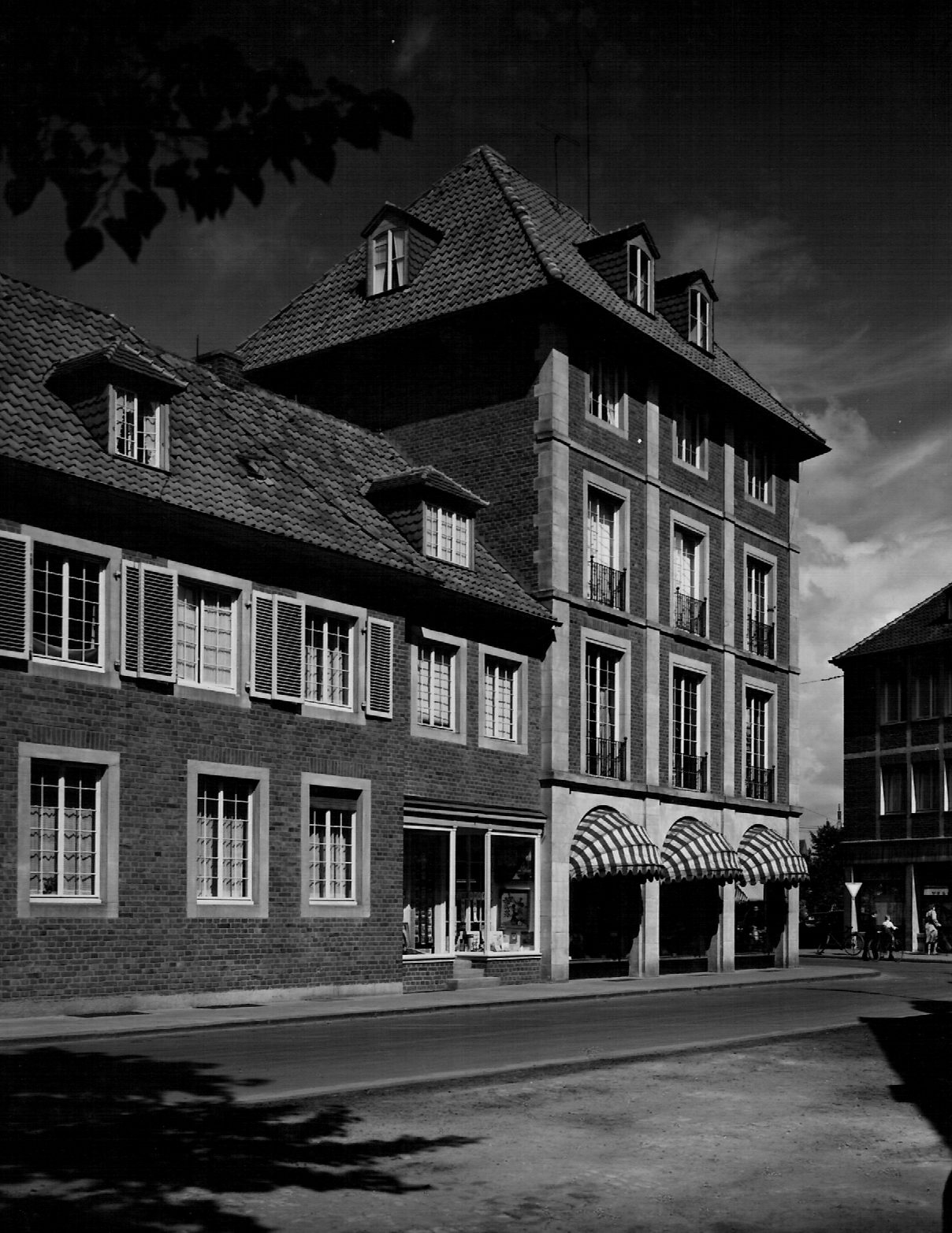
Wohngeschäftshaus Münster 1949

### 1920er Jahre: Wanderschaft
Seine erste Stelle bekam Bartmann als Architekt bei August Biebricher in Krefeld. 1924 bewarb er sich bei Adolf Abel und Paul Bonatz in Stuttgart, die ihn jedoch aufgrund der damals schlechten Wirtschaftslage auf später vertrösteten. Bartmann überbrückte die Zeit in den USA, wo er zunächst – zum Teil zusammen mit Hans Ostermann – als Architekt in Detroit arbeitete. Nach einigen Monaten wechselte er zur „Chicago Plan Commission“, die die Aufgabe hatte, den 1909 von Daniel H. Burnham erarbeiteten „Chicago Plan“ baulich umzusetzen. Auf einer Dampferfahrt von New York City nach Washington, D.C. lernte er 1925 den soeben an die Technische Hochschule Stuttgart berufenen Stadtplaner Heinz Wetzel kennen und erfuhr, dass der Kölner Oberbürgermeister Konrad Adenauer Adolf Abel als Stadtbaudirektor berufen und ein Sonderbüro gegründet hatte, um seine speziellen Bauwünsche wie ein neues Stadion, die Universität und die Rheinhallen planen zu lassen. In Abels „die zwölf Apostel“ genanntem Team wurde Bartmann 1925 jüngster Mitarbeiter. Im gleichen Jahr heiratete er Leoni Giani, Enkelin des Aachener Kaufmanns Caspar Giani. Aus der Ehe gingen zwei Töchter hervor. Nach Berufung Abels an die Technische Hochschule München 1929 verließ auch Bartmann das Büro und wechselte zur deutschen Shell-Tochter Rhenania-Ossag. Als Leiter des Baubüros baute er unter anderem die ersten Tankstellen mit Flachdächern.

### Freier Architekt in Köln und Münster
Über einen 1929 gewonnenen Architektenwettbewerb zum Bau der Heilig-Kreuz-Kirche im Kölner Vorort Weidenpesch machte sich Bartmann in Köln selbständig und gründete wenig später ein Zweigbüro in Münster. In dieser Zeit bis Ausbruch des Krieges entstanden zahlreiche Einfamilienhäuser, Fabriken und Umbauten historischer Gebäude in dem an den Idealen der Stuttgarter Schule orientierten, sachlichen und landschaftsgebundenen Architekturstil der 1930er Jahre.

### Zweiter Weltkrieg und Nachkriegszeit

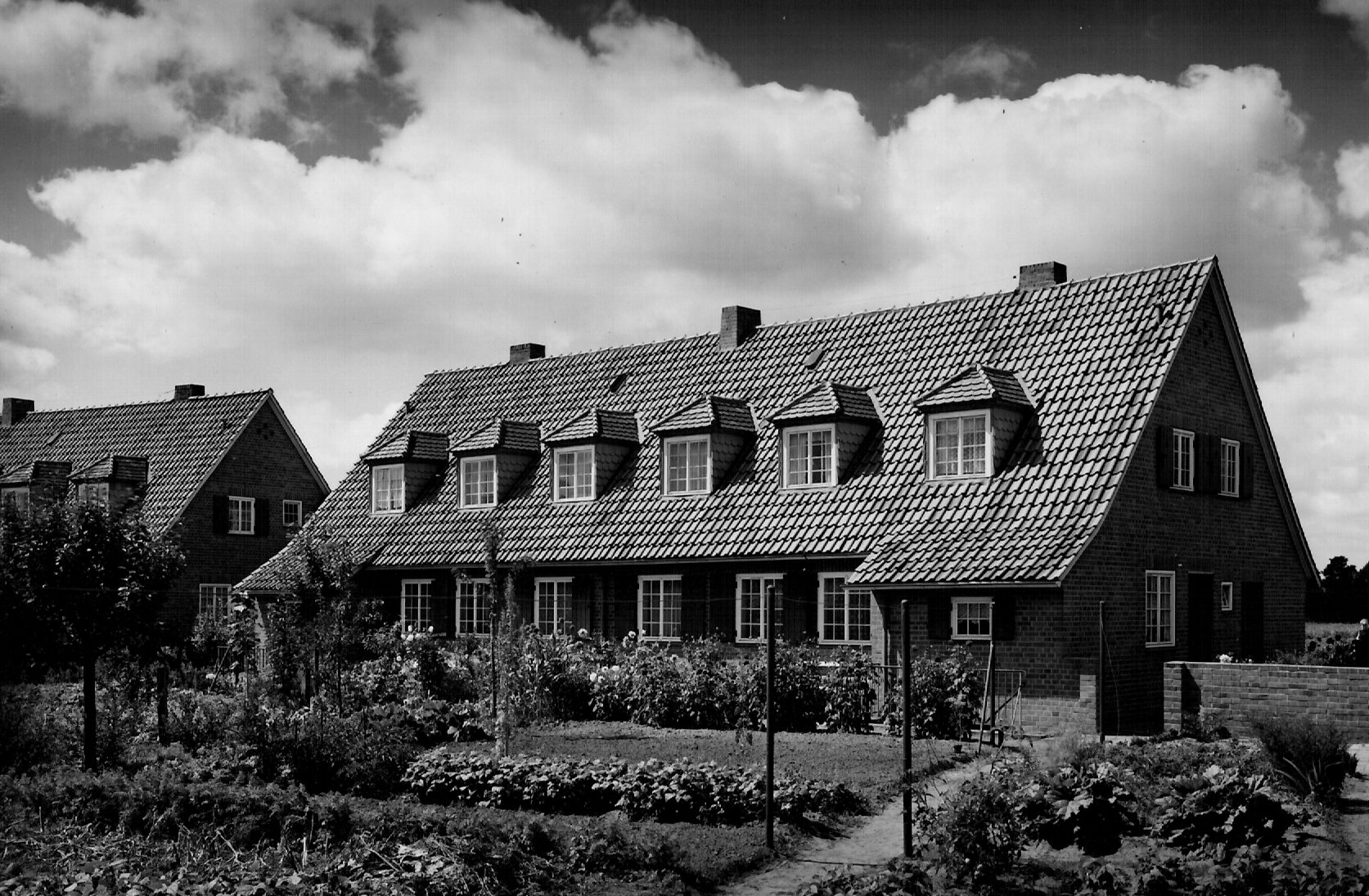
Werkswohnungen Rheine 1950

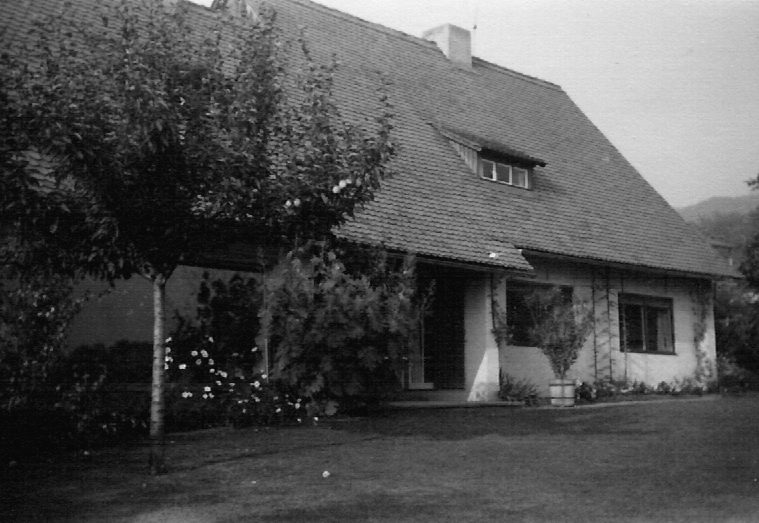
Haus H. Bartmann, Seeheim 1951

Als mit Beginn des Zweiten Weltkriegs die private Bautätigkeit stockte, brachte Bartmann bereits im September 1939 seine Familie in Sicherheit nach Seefeld in Tirol. Um einer drohenden Einberufung zu entgehen, nahm er wieder Kontakt zu Bonatz auf. 1940 wurde er Baudirektor bei den Magdeburger Polte-Werken, einer der größten Munitionsfabriken des Reiches.
Ende 1940 erfuhr Bartmann durch Willem Bäumer, dass der vier Jahre jüngere Konstanty Gutschow, der soeben aufgrund eines Wettbewerbserfolges vom Hamburger Gauleiter Kaufmann zum „Architekten des Elbufers“ ernannt worden war, ihn als Privatarchitekten in Hamburg sehen möchte. Nachdem er sich vergewissert hatte, dass eine Mitgliedschaft in der NSDAP keine notwendige Voraussetzung zur Zusammenarbeit sei, siedelte er nach Hamburg über. Dort arbeitete er mit eigenem Büro u. a. als beratender Architekt an einem Verkehrskonzept für den Bereich zwischen Dammtorbahnhof, Lombardsbrücke und Oberhafen sowie an Planungen für die Trassierung und Brücken der erst sehr viel später realisierten Vogelfluglinie. Zudem lehrte er Industriebau an der Hochschule für bildende Künste Hamburg und spielte mit seinen Kollegen bei einer Betriebsfeier im Altonaer Rathaus im Sommer 1941 utopisch-satirisches Kabarett mit dem Titel Quo vadis, Ein Spiel aus der Zeit der Individualistenverfolgung, bei dem ihm sein distanzierter Humor und seine USA-Erfahrung zugutekamen. Nach den verheerenden Bombenangriffen im Juli/August 1943, der Operation Gomorrha, wurde er zusammen mit Rudolf Hillebrecht und weiteren 20 Mitarbeitern mit der Ersatzraumbeschaffung für kriegswichtige Produktionsbetriebe betraut.
Es folgte ein Wechsel in das Büro des Bremischen Stadt- und Landesplaners Wilhelm Wortmann mit einem Auftrag über vorbereitende Planung zur Entwicklung Bremens nach dem Kriege, der jedoch aufgrund der weiteren Zerstörung der Stadt nicht abgeschlossen wurde.
Nach Kriegsende wurde Bartmann im Sommer 1945 Stadtbaurat von Münster und erarbeitete die Grundlagen für die Stadtentwicklung und den Wiederaufbau des zu 91 % zerstörten Stadtzentrums. In der Zusammenarbeit mit der Militärregierung kamen ihm seine Amerika-Erfahrungen und Englischkenntnisse zugute. Zusammen mit den Bürgern und den ortsansässigen Architekten konnte er dort – anders als in vielen anderen Großstädten – durchsetzen, den „Charakter der Stadt zu wahren, ohne neuzeitliche Entwicklungen aus den Augen zu verlieren“. Als die Ziele formuliert, die Richtlinien vom Stadtrat beschlossen und grundlegende Planungen fertig waren, zog sich Bartmann zum 1. Mai 1948 wieder in die Privatpraxis zurück und konnte einige noch heute das Stadtbild und die Baukultur Münsters prägende Bauten errichten. „Seine Vielseitigkeit, seine humane, undoktrinäre und doch grundehrliche Auffassung von moderner Architektur kam seiner Heimatstadt Münster zugute“, schrieb Helene Rahms in einer späteren Würdigung.

### 1950er Jahre: Lehrtätigkeit und Wettbewerbe

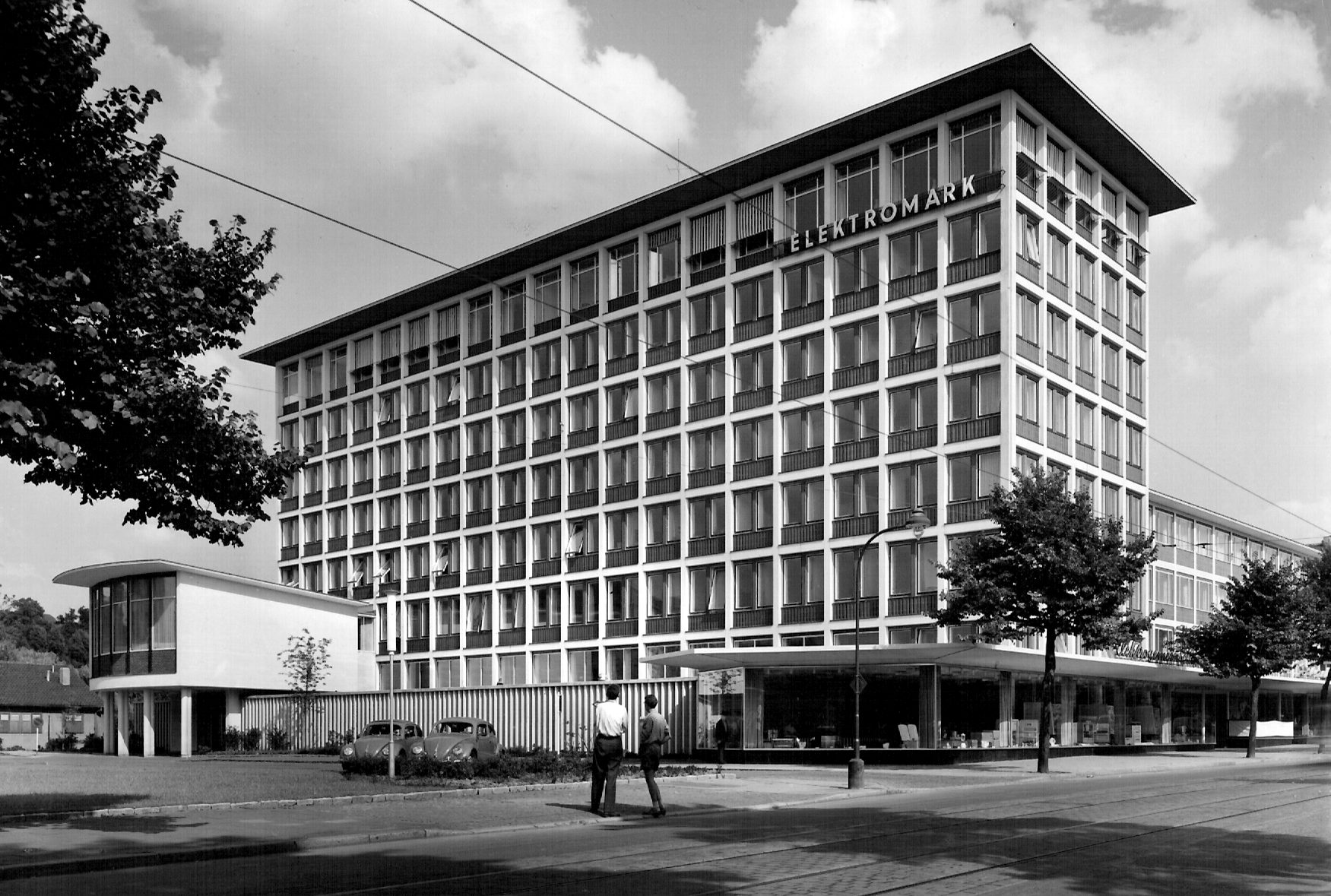
Elektromark Hagen 1952

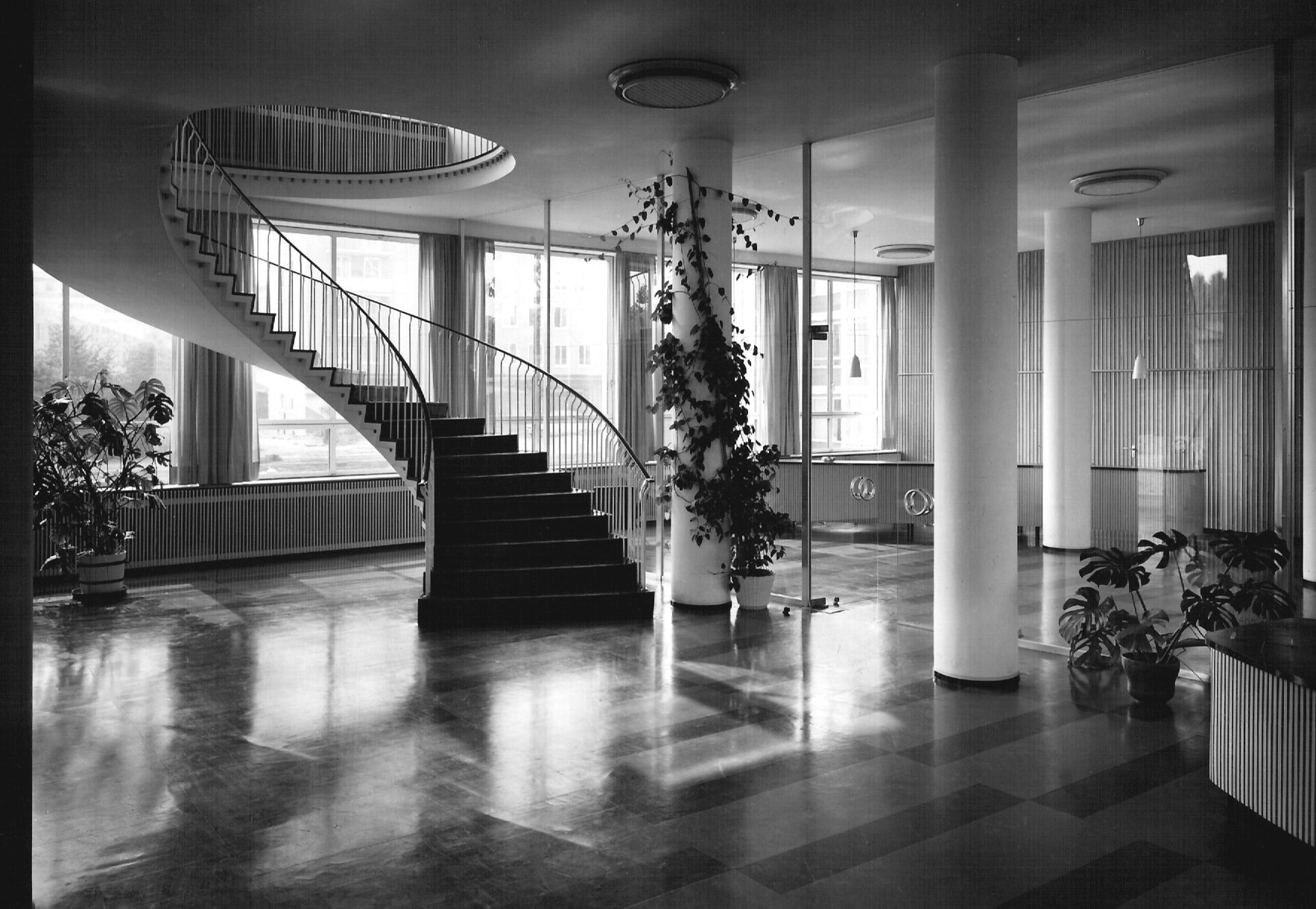
Eingangshalle Elektromark

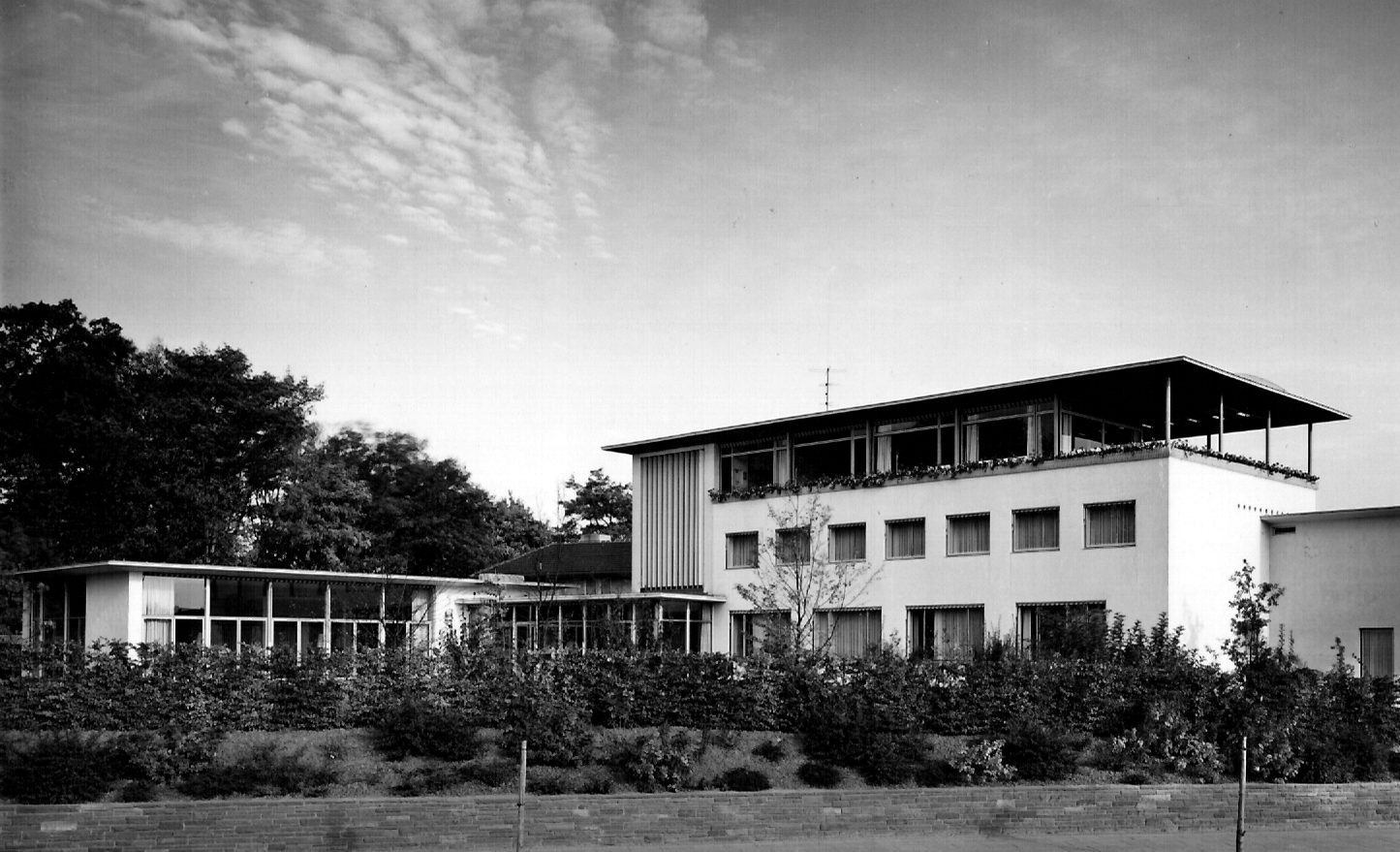
Landesvertretung NRW, Bonn 1953

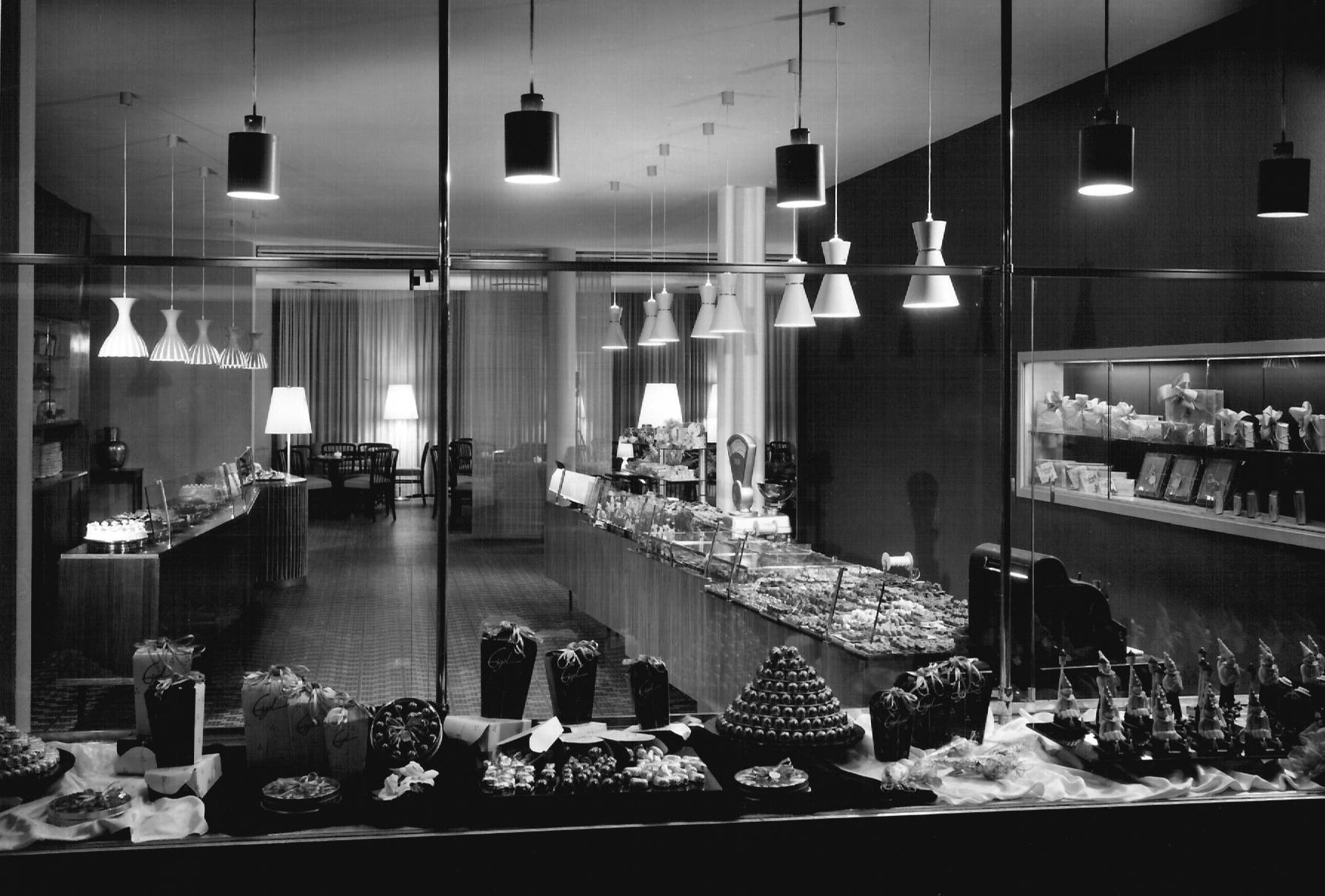
Cafe Eigel, Köln 1955

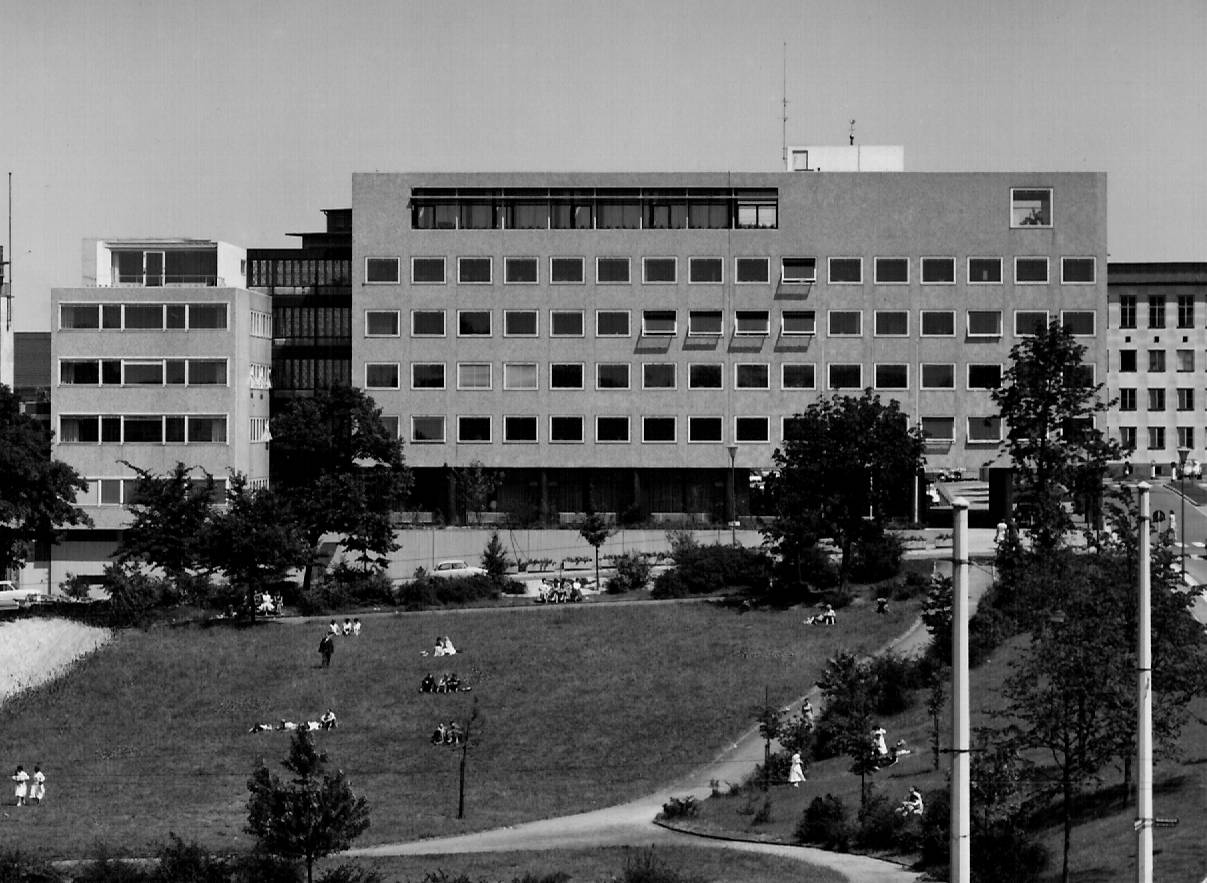
IHK Essen 1957

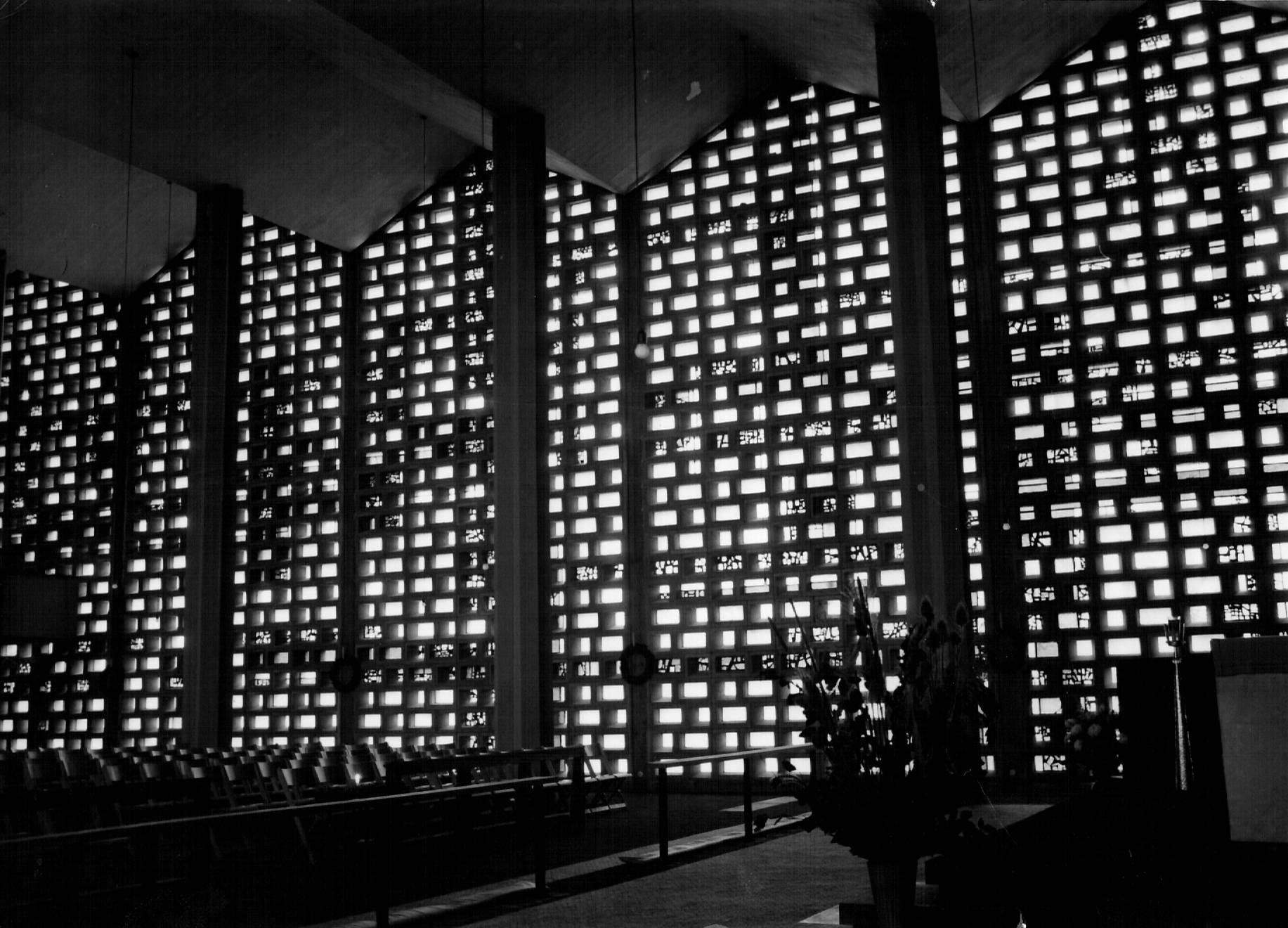
Herz-Jesu-Kirche, Bocholt 1959

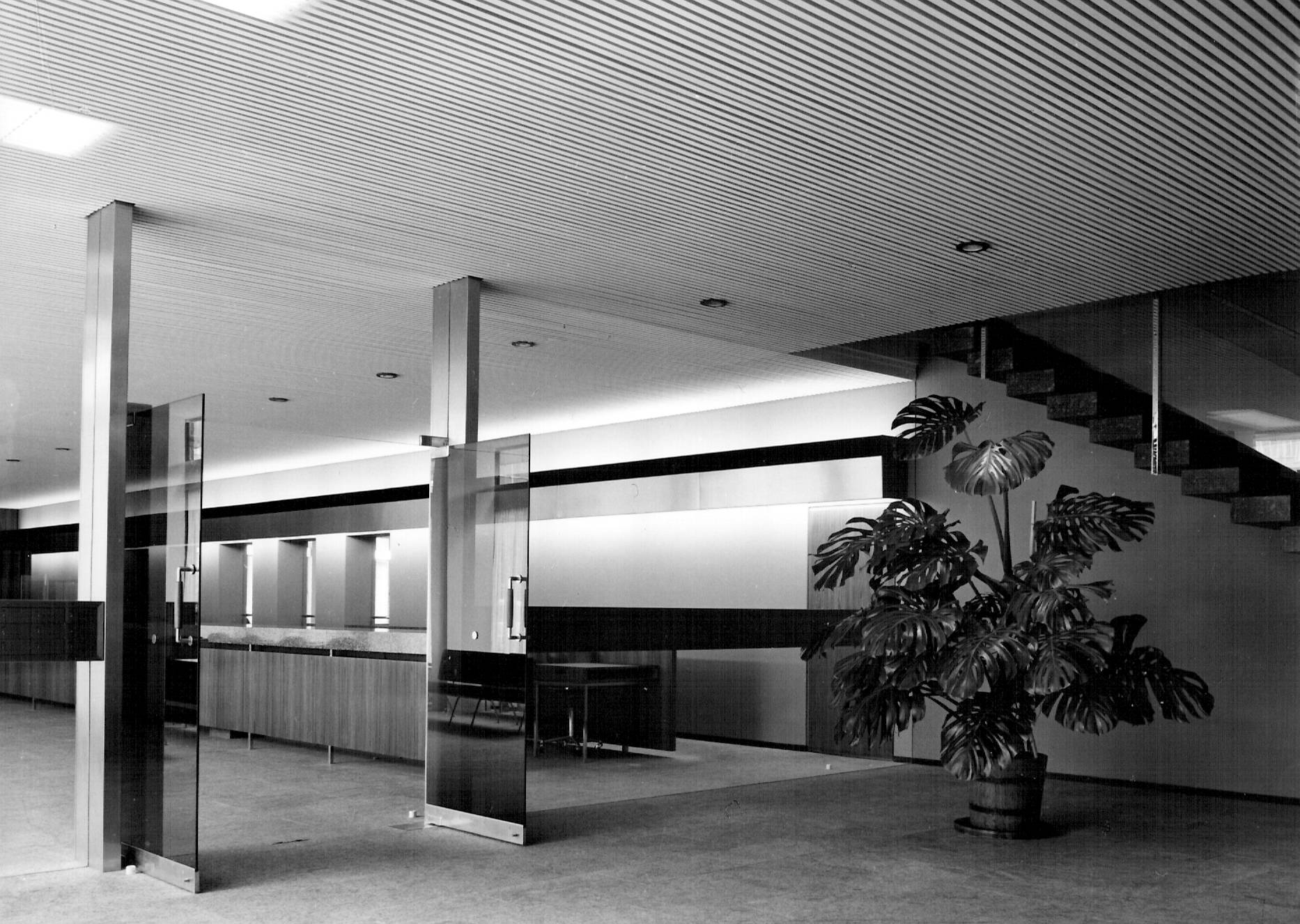
Rheinische Girozentrale Essen 1962

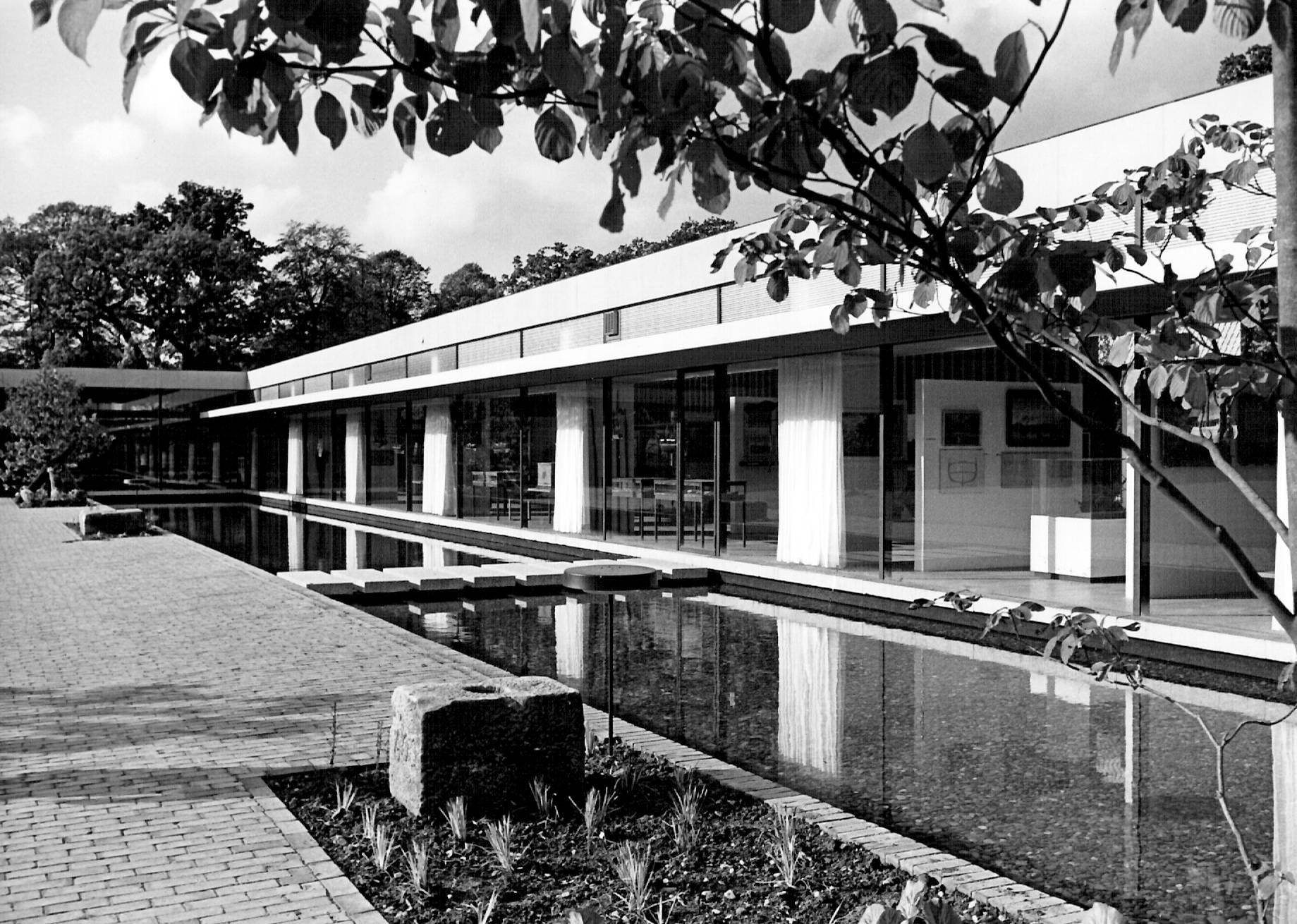
Fockemuseum Bremen 1962

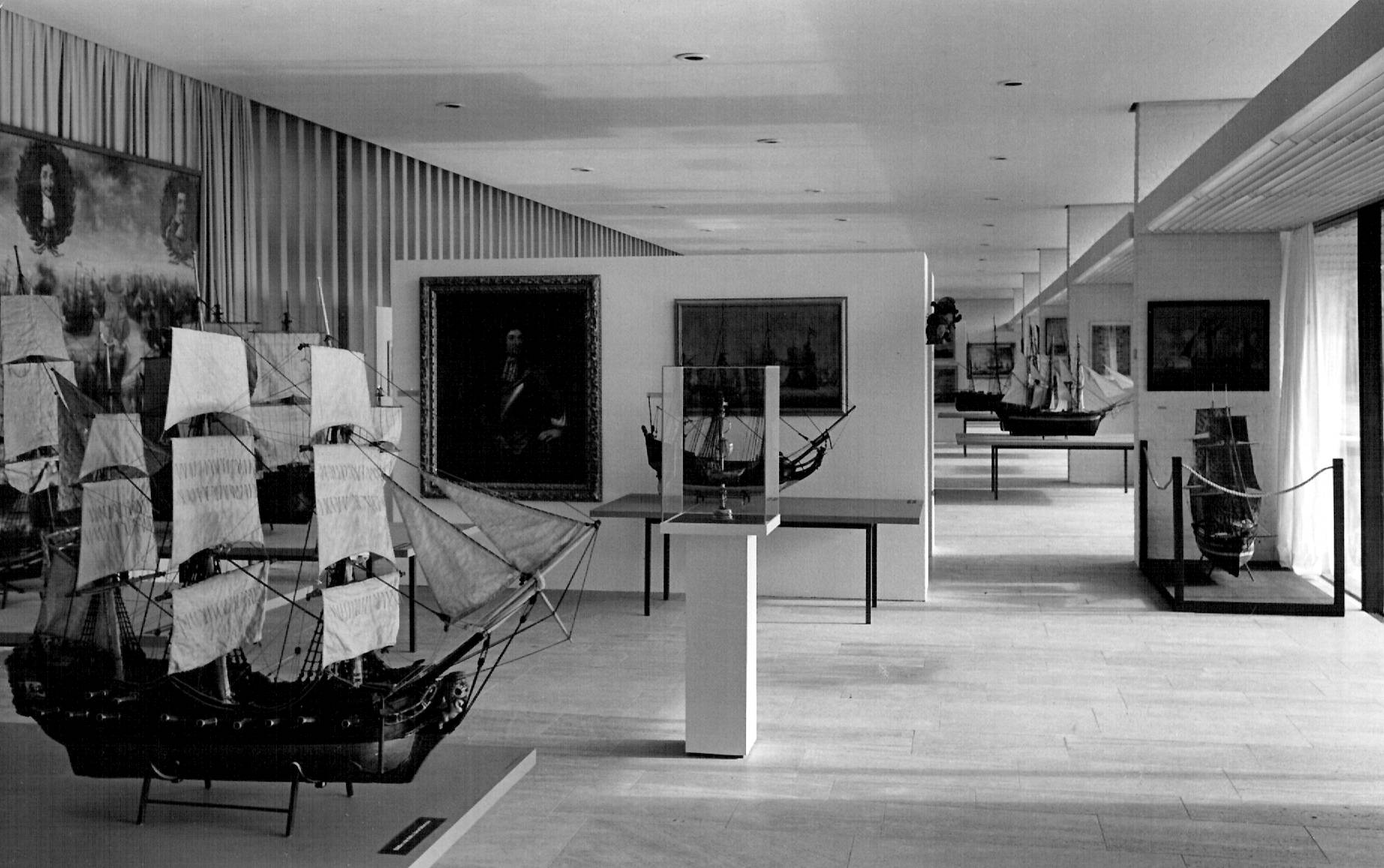
Fockemuseum Bremen, Innen

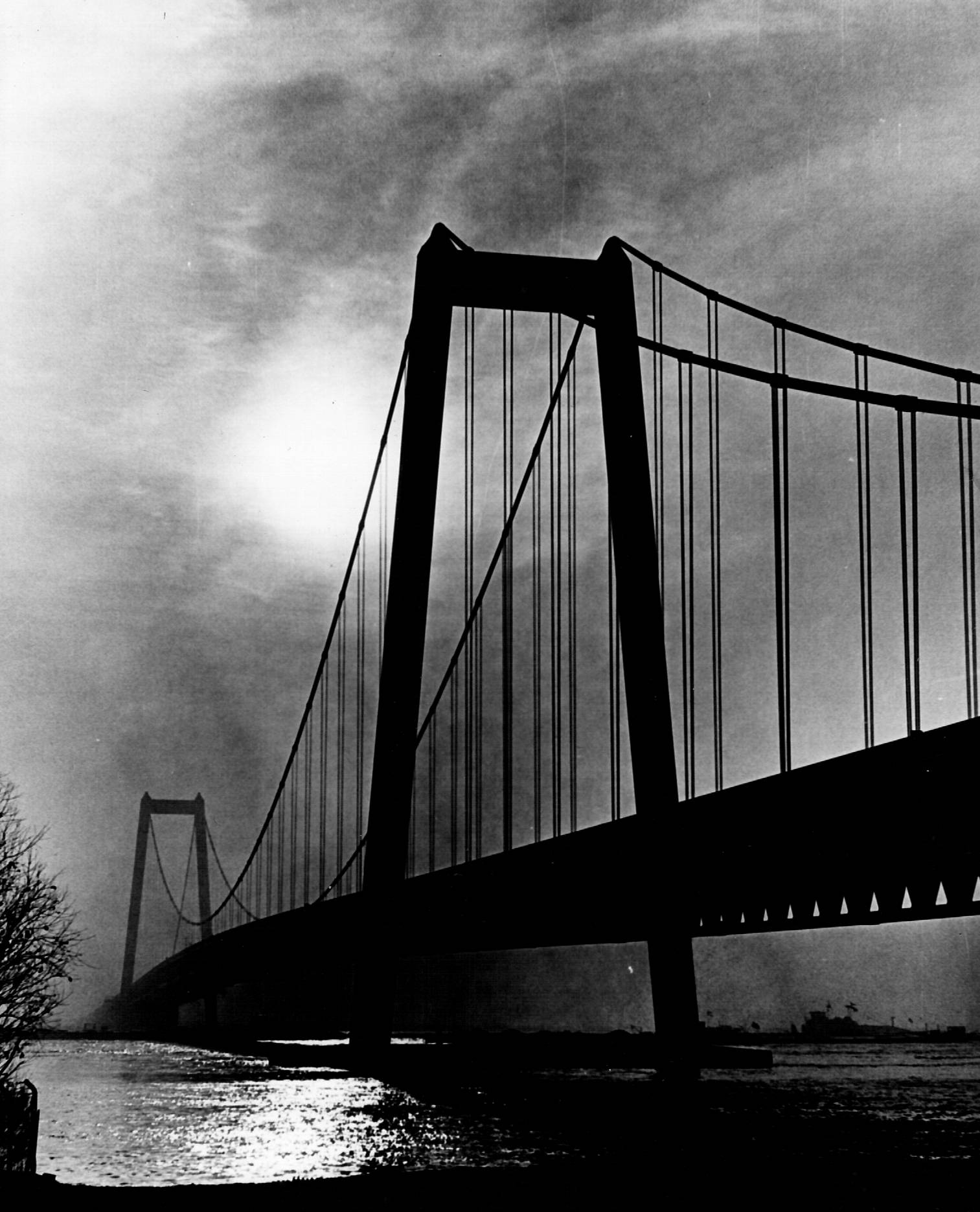
Rheinbrücke Emmerich 1962

Ende der 1940er Jahre erreichten Bartmann zwei Berufungen: eine von der Technischen Hochschule Stuttgart auf den Lehrstuhl für Städtebau und Siedlungswesen als Nachfolger des 1945 verstorbenen Heinz Wetzel und eine von der Technischen Hochschule Darmstadt. In Stuttgart votierten vor allem die Vertreter der inzwischen als konservativ geltenden und teilweise politisch belasteten „Stuttgarter Schule“ für ihn, zumal das ehemalige NSDAP-Mitglied Paul Schmitthenner nicht mehr an die Hochschule zurückkehren durfte. Da der Praktiker Bartmann sich jedoch nicht in einen ideologischen Architekturstreit hineinziehen lassen wollte und zudem eine beschwerliche Zusammenarbeit mit dem bereits 1946 für den generellen Städtebau berufenen ehemaligen Bauleiter der Weißenhofsiedlung Richard Döcker fürchtete, entschied er sich 1949 für Darmstadt.
In Seeheim an der Bergstraße erbaute er 1951 sein erstes Haus für sich und seine Familie: ein traditionelles, langgestrecktes Einfamilienhaus, das sich durch Aufnahme dörflicher Elemente wie dem steilem, biberschwanzgedecktem Satteldach, Fenstersprossen, Klappläden, holzverschalten Giebeln, Hühnerstall und einem großen Garten zur Selbstversorgung in die Umgebung einfügte. Gleichzeitig fand auf der Mathildenhöhe in Darmstadt anlässlich der 50. Wiederkehr der Ausstellung der Darmstädter Künstlerkolonie unter Moderation von Otto Bartning das 2. Darmstädter Gespräch mit dem Thema „Mensch und Raum“ statt, zu dem mit Paul Bonatz, Ludwig Mies van der Rohe, Hans Scharoun, Rudolf Schwarz, Hans Schwippert und Bruno Taut Vertreter verschiedener Richtungen geladen waren. In einer großen Ausstellung über den Zeitraum von 1901 bis 1951 mit Werken von Peter Behrens, Walter Gropius, Le Corbusier u. a. wurde der Heroen der Moderne gedacht und das Jahr 1951 als neuer Beginn proklamiert. Auch für Bartmann wurde dieses Jahr zum Wendepunkt. Sein Münsteraner Architekturbüro gab er – zunächst in Partnerschaft – an den Döcker-Schüler Harald Deilmann ab, suchte sich junge und der Moderne aufgeschlossene Assistenten und begann eine neue Nummerierung seiner Bauzeichnungen. An seinem methodischen Ansatz, jede Bauaufgabe individuell zu durchdenken, nach sensibler Auseinandersetzung mit dem Ort und den Bauherrnwünschen bis ins letzte Detail durchzuplanen und so oft zu innovativen Lösungen zu kommen, hielt er jedoch weiterhin fest.
1952 bis 1957 nahm er an 17 Architektenwettbewerben teil und erreichte zehn erste Preise.
1959 bis 1960 war er Rektor der Technischen Hochschule Darmstadt. Seine umfangreiche Tätigkeit als Preisrichter und Gutachter setzte er auch nach seiner Emeritierung 1963 fort. Zu seinen Schülern zählen Wilhelm Landzettel und Peter Zlonicky.

## Bauten (Auswahl)

### Kommunalbau
- 1926: Zielrichterstand und Zuschauertribüne für die Pferderennbahn in Köln
- 1931–1935: Bauten für den Kölner Zoo in Köln-Riehl (Affenhaus, Wildgehege, Umbau Bürohaus u. a.)
- 1932: Jugendheim in Köln-Weidenpesch
- 1936–1937: Umbau des Wallraf-Richartz-Museums in Köln
- 1936–1937: Rathaus in Wegberg
- 1938: Erneuerung des Kölner Rathauses
- 1939: Volksschule in Wegberg
- 1949–1958: Wiederaufbau des Alten Rathauses in Münster (1. Preis, Ausf. mit H. Benteler und E. Scharf)
- 1955: Entwurf für das Rathaus in Wanne-Eickel (1. Preis, nicht realisiert)
- 1957–1963: Focke-Museum in Bremen, Schwachhauser Heerstraße 240 (nach 1. Preis, inzwischen Baudenkmal)

### Kirchen
- 1928–1930: kath. Pfarrkirche Heilig Kreuz in Köln-Weidenpesch (nach 1. Preis, inzwischen Baudenkmal)
- 1957–1960: kath. Pfarrkirche Herz Jesu mit Gemeindezentrum in Bocholt (nach 1. Preis), 2020 abgebrochen[3]
- 1964–1969: kath. Pfarrkirche in Seeheim-Jugenheim (mit Rolf Romero)

### Geschäfts- und Verwaltungsbau
- 1936: Büroerweiterung für die Fa. Hobrecker & König (heute Brillux GmbH & Co. KG) in Münster
- 1939: Bürohaus der Bitburger Brauerei in Bitburg
- 1948: Geschäftshaus A. Hüffer in Münster, Salzstraße 36
- 1948: Verwaltungsgebäude für die Landwirtschaftliche Zentralkasse in Münster
- 1947–1951: Wiederaufbau des „von Heereman’schen Hofs“ in Münster, Königsstraße, für das Oberverwaltungsgericht NRW (Baudenkmal)
- 1949–1950: Wohn- und Geschäftshaus mit „Stern-Apotheke“ in Münster, Ludgeriplatz (inzwischen Baudenkmal)
- 1952–1954: Verwaltungsgebäude der Elektromark in Hagen (nach 1. Preis, inzwischen Baudenkmal)
- 1952–1954: Gebäude der Landesvertretung Nordrhein-Westfalen in Bonn (nach 1. Preis, inzwischen Baudenkmal)
- 1953–1956: Verwaltungsgebäude der Treuhandvereinigung AG in Frankfurt am Main, Wöhlerstraße 8 (abgebrochen)
- 1953–1955: Wiederaufbau des Westflügels des Alten Hauptgebäudes der Technischen Hochschule Darmstadt, am Herrengarten, in Darmstadt, Hochschulstraße 1, 3 (sogenannte „Bombenlücke“[4])
- 1955–1956: Wohn- und Geschäftshaus „Café Eigel“ in Köln, Brückenstraße 3–11
- 1956–1957: Verwaltungsgebäude der Industrie- und Handelskammer in Essen, Am Waldthausenpark 2 (nach 1. Preis)
- 1958–1962: Verwaltungsgebäude der Industrie- und Handelskammer in Darmstadt, Rheinstraße 89 (nach 1. Preis)
- 1960–1962: Bankgebäude für die Rheinische Girozentrale in Essen

### Industriebau
- 1929: Autohalle der Rhenania-Ossag, Berlin
- 1930: Tankstellen der Rhenania-Ossag in Aachen, Bahnhofsplatz und in Köln, Dürener Straße
- 1934: Brunnenhaus und Umbau des „Bitburger Hof“ für die Bitburger Brauerei Th. Simon in Bitburg
- 1934–1937: Produktionsgebäude, Maschinenhaus und Gemeinschaftshaus für die Spinnerei Gebr. Kock in Borghorst
- 1935: Verwaltungsgebäude und Werkstätten für die Weberei Arnold Kock in Borghorst
- 1937: Wohlfahrtshaus für die Bergische Achsenfabrik F. Kotz Söhne KG in Wiehl
- 1938: Fabrikgebäude der Fa. Franz Stupp in Wegberg
- 1938: Bürohaus und Lager der Weberei C. & F. Fraling in Nordwalde
- 1938–1941: Fabrikgebäude, Personalräume und Büro für die Wegberger Baumwollspinnerei in Wegberg
- 1939: Auersilo in Köln
- 1940–1942: Entwurf eines Fabrikneubaus der Phönix Nähmaschinen-AG in Bielefeld (nicht realisiert)
- 1941: Marinegebäude der Blohm & Voss GmbH in Hamburg
- 1941: Fabrikgebäude für das Mühlenwerk Lange & Söhne in Hamburg, Am Reiherstieg
- 1948: Erweiterung der Weberei H. Brinkhaus in Warendorf
- 1949: Pappenfabrik F. H. Delkeskamp in Nortrup
- 1949: Mühlenwerke F. Kiesekamp AG in Münster
- 1952: Büro und Nähereiumbau für die Fa. J. C. Biederlack & Co. in Emsdetten
- 1957–1958: Marley-Werke in Griesheim

### Landwirtschaftliches Bauen
- 1933: Wohnhaus, Radenhof-Kapelle und Itzfelderhof, Simon’sche Gutsverwaltung, in der Eifel
- 1959: Aussiedlerhof Zipp in Biskirchen (Musterbauvorhaben der Deutschen Landwirtschafts-Gesellschaft e. V. (DLG))

### Wohnungs- und Siedlungsbau
- 1952: Werkssiedlung der F. A. Kümpers GmbH (Walshagen Wohnungs-GmbH) in Rheine (nach 1. Preis)
- 1953–1955: Siedlung der Farbwerke Hoechst in Frankfurt am Main-Unterliederbach, Loreleistraße (nach 1. Preis)
- 1954–1959: Siedlung in Gronau (nach 1. Preis)

### Wohnhäuser
- 1927: Wohnhaus Dr. Josef Bartmann-Oldenkott in Neuss, Parkstraße 27
- 1930: Wohnhaus Dr. Hans Bartmann in Dortmund-Wittbräucke
- 1933: Wohnhaus Dr. Vogt in Bielefeld
- 1933: Wohnhaus Dr. Stock in Köln
- 1934: Wohnhaus Hobbeling in Münster
- 1935: Wohnhaus Dr. Joseph Werr in Bad Honnef, Bondorfer Straße 17
- 1935–1936: Wohnhaus Dr. Kempmann in Rheine
- 1935: Wohnhaus Zangerle in Bitburg, Bodorfer Straße
- 1936: Wohnhaus Prof. Dr. Paul Uhlenbruck in Köln
- 1936: Wohnhaus Dr. Angermann in Bielefeld
- 1936: Wohnhaus Dr. Joost in Köln
- 1936: Wohnhaus Prof. Dr. Taeschner in Münster, Eichendorffstraße
- 1936: Wohnhaus Prof. Dr. Josef Kroll in Köln
- 1936–1938: Wohnhaus Hugo Beaucamp in Münster, Eugen-Müller-Straße 16
- 1936: Wohnhaus Dr. Kempermann in Köln-Lindenthal
- 1936: Wohnhaus Prof. Dr. Rudolf Seyffert in Köln
- 1937: Wohnhaus Dr. Drießen in Montabaur
- 1937: Wohnhaus Prof. Dr. Jost Trier (unter Denkmalschutz)
- 1937: Wohnhaus Hermann Kümpers in Rheine (abgebrannt)
- 1939: Wohnhaus Prof. Burmann in Berlin-Dahlem, Hüttenweg 24
- 1942: Entwurf für den Wiederaufbau der historischen Bürgerhäuser Vorsetzen 2/3 und 4 in Hamburg (nicht realisiert)
- 1949: Wohnhaus Prof. Wohlenberg in Münster, Tondernstraße
- 1950: Wohnhaus Prof. Bartmann in Seeheim-Jugenheim, Weinbergstraße 23
- 1951–1952: Wohnhaus Suren in Münster, Kapitelstraße 48
- 1952: Wohnhaus Dr. Ahlbäumer in Münster, Elisabeth-Ney-Straße
- 1952: Wohnhaus F. Braun in Münster, Prinz-Eugen-Straße 48
- 1952: Wohnhaus Baurat Dörholt in Münster, Prozessionsweg
- 1952: Wohnhaus Dr. Schuhmacher in Münster, Langemarckstraße
- 1954–1955: Wohnhaus Dr. Meier in Frankfurt am Main, Gustav-Freytag-Straße 33
- 1955–1956: An- und Umbau Wohnhaus Hillebrandt in Neheim-Hüsten
- 1965: Wohnhaus Prof. Bartmann in Baden-Baden, Schindelmacherweg 9

### Brücken
- 1941: 12 Brücken u. a. Hochbauten der Reichsautobahn-Strecke Lübeck-Fehmarn (Entwurf und Detailplanung, Brücke bei Avendorf realisiert)
- 1942: Fehmarnsundbrücke (Entwurf und Detailplanung, 1960–64 verändert ausgeführt)
- 1962: Rheinbrücke Emmerich (Beratung und Detailplanung)
- 1964: Rheinbrücke Bonn-Nord (Beratung und Detailplanung)

## Auszeichnungen
- 1943: Kriegsverdienstkreuz 1. Klasse
- 1948: Mitglied der Deutschen Akademie für Städtebau und Landesplanung[5]
- 1965: Großes Verdienstkreuz mit Stern der Bundesrepublik Deutschland
- 1974: Heinrich-Tessenow-Medaille

## Schriften
- Über den Industriebau der letzten Jahre. Hamburg 1942. (Manuskript eines Vortrags an der HHbK)
- Die Aufgaben und die Gliederung der Stadtbauverwaltung. Münster 1945. (Manuskript eines Vortrags)
- Münsters künftiges Gesicht, in: Westfälische Nachrichten, Ausgabe M., Münster, 3. August 1946
- Richtlinien für die Stadtplanung der Stadt Münster. Münster 1946. (Manuskript eines Vortrags)
- Kann unsere Baukultur gefördert werden? In: Bericht über die 8. Jahresmitgliederversammlung des Bundes Deutscher Architekten im Lande Hessen. Frankfurt 1957
- Die Entwicklung zum Breitfußtyp im Krankenhausbau (Antrittsrede zur Rektoratsübergabe an der TH Darmstadt am 27. November 1959), in: Krankenhaus Umschau, Verlag E.C.Baumann KG, Kulmbach 1960, engl. Ausgabe: Hospital Topics Magazine, Chicago 1961
- Baden-Baden und sein Verkehrsproblem. Baden-Baden 1972
- Autobiographie. Baden-Baden 1974. (Manuskript)
- Auf Heinrich Tessenows Wegen. In: Stiftung F.V.S., Hamburg 1974